# Elisa Aguilar
Elisa Aguilar López (Madrid, 15 de octubre de 1976) es una directiva y exjugadora de baloncesto que formó parte de la Selección femenina de baloncesto de España. Con 1,72 metros de altura jugaba en la posición de base. Se retiró tras ganar el oro en el Europeo de Francia de 2013.
Actualmente es la presidenta de la Federación Española de Baloncesto.

## Inicios
Empezó a hacer deporte jugando al fútbol en el Colegio Amorós. Elisa es la pequeña de tres hermanos; su padre Mariano Aguilar y sus tíos eran todos futbolistas. En aquel momento la pequeña de la saga Aguilar quiso seguir los pasos de hermanos, padre y tíos, hasta que su madre, Paquita (hacia la cual su hija Elisa Aguilar procesa gran admiración) precisó buscar otro deporte.
Así, con 9 años, se inició Elisa en el baloncesto. Destacó rápidamente por sus cualidades para este deporte y dos años más tarde ingresó en el Real Canoe N.C. (club de importante trayectoria en el baloncesto femenino) donde jugó hasta los 20 años y donde se formó como jugadora y como persona.

## Trayectoria profesional
Elisa debutó en la Liga Femenina con 16 años con el Canoe, recreando tiempos de gloria del Club madrileño quedando subcampeona de Liga y conquistando la Copa de la Reina celebrada en Huesca.
Cambio de aires alzando el vuelo a Estados Unidos donde estudió en la Universidad de George Washington, jugando tres años y medio. La madrileña se convirtió en una habitual de las páginas deportivas del `The Washington Post´. En uno de los encuentros su equipo pasaba por serias dificultades en la recta final del partido y en menos de treinta segundos la base encestó tres triples de forma consecutiva, rompiendo el encuentro a su favor. Su entrenador Joe Mc Keown comentó su asombro: "Pocas veces había visto algo así. Las grandes jugadoras lo demuestran cuando más se las necesitan, y eso es lo que ha hecho Elisa". Fue Rookie del año y en la última temporada formó parte del All Star de la liga de la universidad, encontrándose dentro de las 20 mejores jugadoras, superando los 1000 puntos y 300 asistencias en la universidad.
La base retornó a España para recalar una temporada en el Halcón Viajes de Salamanca quedando subcampeona de la Copa de la Reina. Además logró la medalla de bronce en el Europeo de Francia para seguir en la Liga Femenina (temporada 2001/02), con el Caja Rural Canarias.
El verano volvía a llegar sin descanso para Aguilar que cruzó el charco para jugar en la mejor liga del mundo, la WNBA, con Utah Starzz, siendo una de las pocas españolas en conseguirlo. Más tarde ficharía por el campeón de la liga española, el Ros Casares Valencia, club en el que permanecería 9 temporadas.
Con el equipo valenciano, del cual fue su capitana, además de ganar prácticamente todos los títulos de España todas las temporadas, disputó 2 Final Four de la Euroliga Femenina, quedándose a las puertas del título.
En el verano de 2010 fichó por el Rivas Ecópolis madrileño y en 2012 por el Spartak Región de Moscú, equipo en el que terminó su carrera profesional. Se retiró tras ganar el Eurobasket 2013.
En 2023, tras varios años ocupando el cargo de directora de Competiciones, se convirtió en la primera mujer en presidir la Federación Española de Baloncesto, cargo para el que fue la única candidata.

## Equipos
- Cantera Real Canoe.  España
- 1994-1997 Real Canoe.  España
- 1997-2000 Universidad George Washington.  Estados Unidos
- 2000-2001 Halcón Viajes Salamanca. Liga Femenina.  España
- 2001-2002 Caja Rural Canarias. Liga Femenina.  España
- 2002 Utah Starzz. WNBA.  Estados Unidos
- 2002-2010 Ros Casares Valencia. Liga Femenina.  España
- 2010-2012 Rivas Ecópolis. Liga Femenina.  España
- 2012-2013 Spartak Región de Moscú. Liga Rusa  Rusia

## Palmarés

### Clubes
- Subcampeona de la LF con el Canoe 1997.
- Integrante del All-Star WBCA (NCAA) 1999/2000.
- Rookie del año en la Atlantic 10 Conference.
- Subcampeona Copa de la Reina con el Caja Rural (Las Palmas 2001).
- Campeona Liga Femenina 2003/04, 2006/2007, 2007/08, 2008/09 y 2009/10.
- Campeona Copa de la Reina, (Huesca 1996).
- Campeona Copa de la Reina, (Zaragoza 2003).
- Campeona Copa de la Reina, (Palma de Mallorca 2004).
- Campeona de la Supercopa 2003 y 2004.
- Subcampeona Liga Femenina 2002/03 y 2004/05.
- Subcampeona Copa de la Reina (León 2006).
- Integrante del All Star de la Euroliga 2006.
- Campeona de la Supercopa ´06.
- Campeona Copa de la Reina (Jerez 2007).
- Campeona Copa de la Reina 2009
- Campeona Copa de la Reina 2010

### Selección
- Europeo U16 1993 ( Poprad)
- Europeo U18 1994 ( Velikotornovo)
- Eurobasket 2013 ( Francia)
- Eurobasket 2007 ( Italia)
- Eurobasket 2001 ( Francia)
- Eurobasket 2005 ( Turquía)
- Eurobasket 2009 ( Letonia)
- Mundial 2010 ( República Checa)

### Honores
- Hall of Fame del Baloncesto Español (2022)